# セビリア
セビリア（Sevilla [seˈβiʎa], 現地発音 [seˈβi(ɟ)ʝa] ( 音声ファイル)）は、スペイン・アンダルシア州セビリア県のムニシピオ（基礎自治体）。アンダルシア州の州都であり、セビリア県の県都である。2018年の自治体人口はスペイン第4位の688,711人であり、46自治体からなるセビリア都市圏の人口は1,539,018人であった。スペイン南部の政治・経済・文化の中心地である。

## 名称
スペイン語での発音とは異なっており、スペイン政府観光局の日本語ウェブサイトでは「セビーヤ」という表記が用いられているほか、「セビージャ」、「セビリャ」、「セビーリャ」と表記されることもある。この表記の揺れは、スペイン語圏各国・各地域における「ll」音の発音の差異に起因する。

## 地理

### 位置

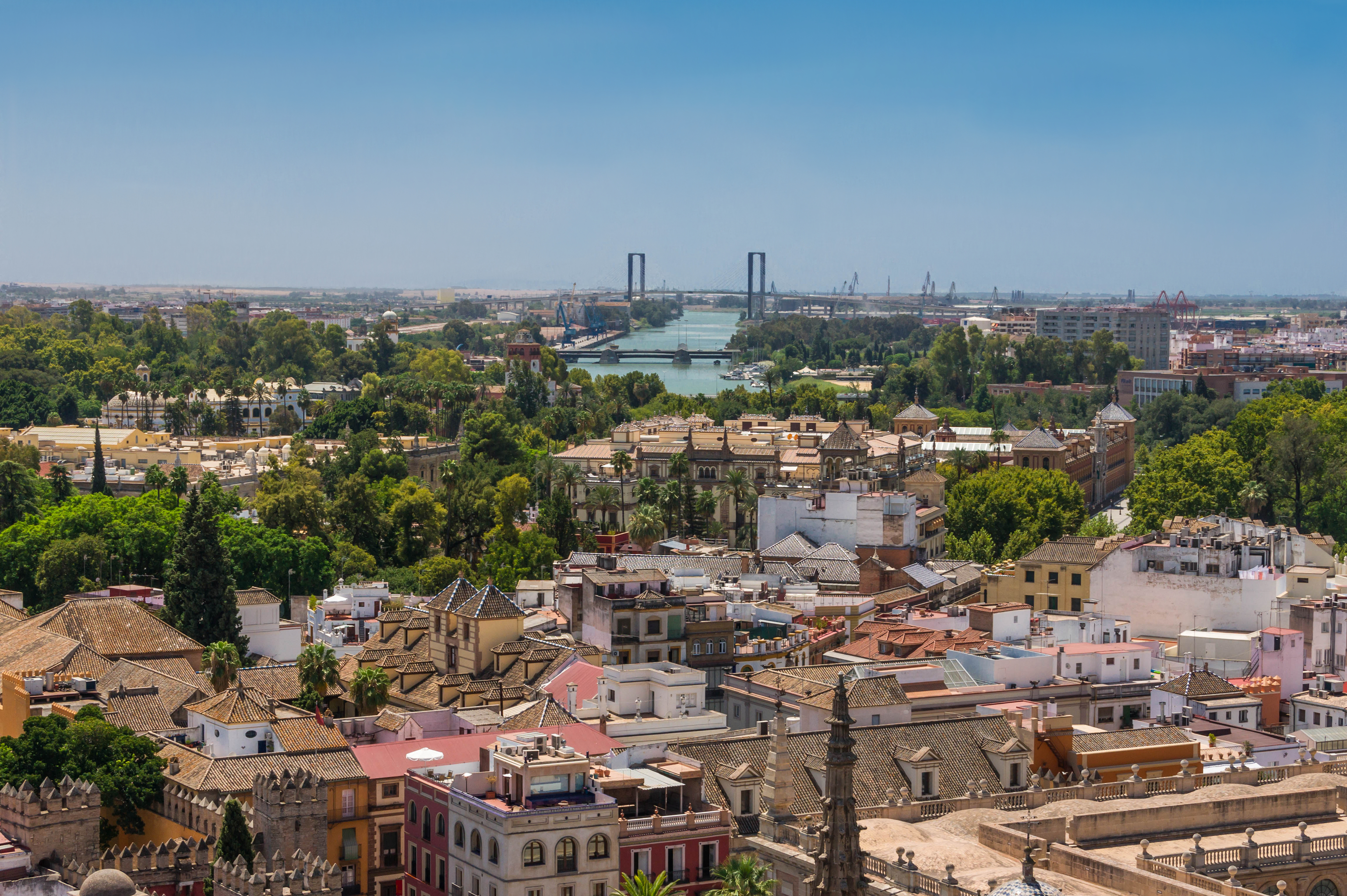
ヒラルダの塔から見た中心市街地

セビリアの自治体面積は141km2である。グアダルキビール川流域の平野に位置しており、その平均標高は7メートルである。大西洋からセビリアまでグアダルキビール川を船舶が遡航できることから、歴史的に港湾都市としての役割を果たし、農作物や工業製品が盛んに輸出される。近隣の大都市としては、約100キロメートル南西のカディス、120キロメートル北東のコルドバが挙げられる。
市街地の大部分はグアダルキビール川の東岸にあるが、トリアナ区、ラ・カルトゥハ区、ロス・レメディオス区の3区のみはグアダルキビール川の西岸にある。セビリアの西側にある自治体としてはアルバイダ・デル・アリアラフェ、サン・フアン・デ・アスナルファラチェ、トマレス、カマスがあり、北側にある自治体としてはラ・リンコナーダ、ラ・アルガバ、サンティポンセがあり、東側にある自治体としてはアルカラ・デ・グアダイラがあり、南側にある自治体としてはドス・エルマーナス、ヘルベスがある。
ほぼ同緯度にある都市としては、アメリカ合衆国のカリフォルニア州サンノゼ、イタリア・シチリア島のカターニア、ギリシャのアテネなどがある。地中海や大西洋からの距離はそれほど遠くないが、アンダルシア州の港湾都市であるカディスやウエルバと比べると大陸性気候の影響が強く、夏季にはこれらの港湾都市よりも気温が高くなる。

### 行政区

セビリアに11ある行政区

セビリアは11の行政区に分かれており、さらに108の地区に分かれている。旧市街があるのはマカレナ区やカスコ・アンティグオ区であり、主要な観光スポットはこれらの区に多い。
| 名称                               | 人口（2017年） |
| ---------------------------------- | -------------- |
| カスコ・アンティグオ区             | 60,437人       |
| ノルテ区                           | 71,963人       |
| スール区                           | 75,620人       |
| トリアナ区                         | 49,784人       |
| マカレナ区                         | 74,633人       |
| ネルビオン区                       | 51,578人       |
| ロス・レメディオス区               | 27,009人       |
| エステ＝アルコサ＝トーレブランカ区 | 153,678人      |
| セロ＝アマテ区                     | 90,433人       |
| ベリャビスタ＝ラ・パルメラ区       | 35,785人       |
| サン・パブロ＝サンタ・フスタ区     | 66,600人       |

### 気候
セビリアは地中海性気候であり、ケッペンの気候区分ではCsaに分類される。5月から10月まで続く夏季はとても暑く乾燥しており、冬季は穏やかで降雨日が多い。年平均気温は摂氏19.2度であり、大陸ヨーロッパではもっとも温暖な都市のひとつである。7月の平均最高気温は摂氏36.0度であり、大陸ヨーロッパの人口10万人以上の都市としては、同じアンダルシア州のコルドバに次いで2番目に気温が高い都市である。7月には最高気温が摂氏40度を超える日も珍しくない。
1956年2月12日にはセビリア空港の観測所にて、セビリアにおける最低気温記録である摂氏マイナス5.5度を記録した。NOAA衛星情報サービスによると、1881年8月4日には摂氏50.0度を観測したが、この気温については観測の正確性に論争がなされている。西ヨーロッパが記録的な熱波に襲われた（ヨーロッパ熱波）2003年8月1日には、国立気象観測所がセビリア空港南側の観測所で非公式ながら摂氏47.2度を観測した。摂氏47.2度という気温は、スペインでこれまでに記録された最高気温のひとつである。
セビリアの年間日照時間は約3,000時間である。降雪は非常に稀であり、2010年1月10日には21世紀になって初の降雪が観測された。1500年以降、セビリアで記録または報告された降雪は10件のみである。20世紀には2度の降雪しか記録されておらず、2010年以前で最後に一定量の降雪が観測されたのは1954年のことであった。年間降水量は500ミリメートルから600ミリメートルであるが、頻繁に集中豪雨に襲われる。最多降雨月は12月であり、12月の平均降水量は99ミリメートルである。
| セビリアの気候                                                 | セビリアの気候 | セビリアの気候 | セビリアの気候 | セビリアの気候 | セビリアの気候 | セビリアの気候 | セビリアの気候 | セビリアの気候 | セビリアの気候 | セビリアの気候 | セビリアの気候 | セビリアの気候 | セビリアの気候 |
| 月                                                             | 1月            | 2月            | 3月            | 4月            | 5月            | 6月            | 7月            | 8月            | 9月            | 10月           | 11月           | 12月           | 年             |
| -------------------------------------------------------------- | -------------- | -------------- | -------------- | -------------- | -------------- | -------------- | -------------- | -------------- | -------------- | -------------- | -------------- | -------------- | -------------- |
| 平均最高気温 °C （°F）                                         | 15.9 (60.6)    | 17.9 (64.2)    | 21.2 (70.2)    | 22.7 (72.9)    | 26.4 (79.5)    | 31.0 (87.8)    | 35.3 (95.5)    | 35.0 (95)      | 31.6 (88.9)    | 25.6 (78.1)    | 20.1 (68.2)    | 16.6 (61.9)    | 24.9 (76.8)    |
| 日平均気温 °C （°F）                                           | 10.6 (51.1)    | 12.2 (54)      | 14.7 (58.5)    | 16.4 (61.5)    | 19.7 (67.5)    | 23.9 (75)      | 27.4 (81.3)    | 27.2 (81)      | 24.5 (76.1)    | 19.6 (67.3)    | 14.8 (58.6)    | 11.8 (53.2)    | 18.6 (65.5)    |
| 平均最低気温 °C （°F）                                         | 5.2 (41.4)     | 6.7 (44.1)     | 8.2 (46.8)     | 10.1 (50.2)    | 13.1 (55.6)    | 16.7 (62.1)    | 19.4 (66.9)    | 19.5 (67.1)    | 17.5 (63.5)    | 13.5 (56.3)    | 9.3 (48.7)     | 6.9 (44.4)     | 12.7 (54.9)    |
| 降水量 mm （inch）                                             | 65 (2.56)      | 54 (2.13)      | 38 (1.5)       | 57 (2.24)      | 34 (1.34)      | 13 (0.51)      | 2 (0.08)       | 6 (0.24)       | 23 (0.91)      | 62 (2.44)      | 84 (3.31)      | 95 (3.74)      | 533 (20.98)    |
| 平均降水日数 （≥1 mm）                                         | 6              | 6              | 5              | 7              | 4              | 2              | 0              | 0              | 2              | 6              | 6              | 8              | 52             |
| 平均月間日照時間                                               | 179            | 183            | 224            | 234            | 287            | 312            | 351            | 328            | 250            | 218            | 186            | 154            | 2,898          |
| 出典：世界気象機関 (国際連合), Agencia Estatal de Meteorología |                |                |                |                |                |                |                |                |                |                |                |                |                |

### 人口
| セビージャの人口推移 1900－2010                         |
|                                                         |
| 出典:INE（スペイン国立統計局）1900年 - 1991年、1996年 - |

## 歴史

### 古代
古代ローマ時代には「ヒスパリス」（ラテン語: Hispalis）と呼ばれた。紀元前8世紀か紀元前9世紀にタルテソスにより支配され、のちにフェニキア人やカルタゴ人の植民都市となった。カルタゴ人は紀元前216年に都市を破壊したが、紀元前206年にスキピオが近郊にイタリカを建設し、ヒスパリスの再建を始めた。

### 中世
8世紀よりイスラム勢力の支配下に入り、「イスビーリーヤ(إشبيلية; ’ishbīlīya, Isbilya)」と呼ばれるようになった。タイファ諸国の分立期にはセビリア王国が栄えたが、レコンキスタの進展により1248年にカスティーリャ王国のフェルナンド3世に征服され、以降はカスティーリャの主要都市として発展した。フェルナンド3世の息子アルフォンソ10世はセビリアをトレドと並ぶ文化の中心都市に変え、トレド翻訳学派の学者たちを集めアラビア語文献をラテン語へ翻訳（後にカスティーリャ語へ転換）する文化事業を推進、1254年にトレドとセビリアにアラビア語研究学校を設立（1269年にムルシアでも設立）したが、のちに次男のサンチョ4世に反乱を起こされセビリアへ追放、1284年に死んだ後、セビリア大聖堂へ埋葬された。

### 近世
イタリアのジェノヴァ商人がセビリアに拠点をおいて積極的な活動を行っており、中世より港湾都市として栄えた。当初はキリスト教徒とユダヤ教徒の共存がみられたが、14世紀半ばのペスト（黒死病）大流行の原因がユダヤ人に帰されるなど反ユダヤ主義の風潮が強まり、14世紀末にはポグロム（ユダヤ人虐殺）が起こった。この動きは他の都市にまで波及し、多くのユダヤ人が迫害を受けた。
15世紀後半、カスティーリャ王国とアラゴン王国の合併によって成立したスペイン王国は、同世紀末にレコンキスタを完了させるとともに新大陸へ船を進めた。イベリア半島西岸と航路で結ばれているセビリアは、新大陸との貿易の独占港となって繁栄を誇った。16世紀から17世紀には、セビリアはスペインでもっとも人口の多い都市となり、1649年には13万人を数えた。その年にペストが大流行し、セビリアは重要性を失い始めたが、バロック美術の中心地として重要性を保った。

### 近代
1820年のスペイン立憲革命でセビリアは自由主義者の拠点となった。イサベル2世の治世である1843年から1868年にかけて、セビリアのブルジョアは町の歴史に例を見ない建設ブームに投資し、イサベル2世橋（トリアナ橋）などがこの時期に建設されたほか、街路灯が増やされたほか、街路のほとんどはこの時期に舗装された。19世紀後半には市壁の一部を解体し、市街地が東側と南側に拡張可能となった。1894年には電気を供給するためにセビリア電力会社が設立され、1901年にはセビリアに鉄道が通じてプラサ・デ・アルマス駅が開業した。1904年にはセビリア美術館が開館している。1929年には1929年イベロアメリカ博覧会が開催され、この博覧会は市街地の南側への拡大を加速させた。
1936年7月にスペイン内戦が勃発すると、セビリアはアフリカ大陸に近い大都市であることから7月中にはフランシスコ・フランコを主導者とする反乱軍に占領された。労働者階級を中心として市民による抵抗も行われたが、反乱軍による厳しい報復措置を受けた。フランコ体制下の1953年には造船所が設立され、1970年代には2,000人以上の労働者を雇用していた。グアダルキビル川はしばしばセビリアの町に氾濫したが、1961年11月には特にひどい洪水が発生し、セビリアは災害地域として宣言された。

### 現代

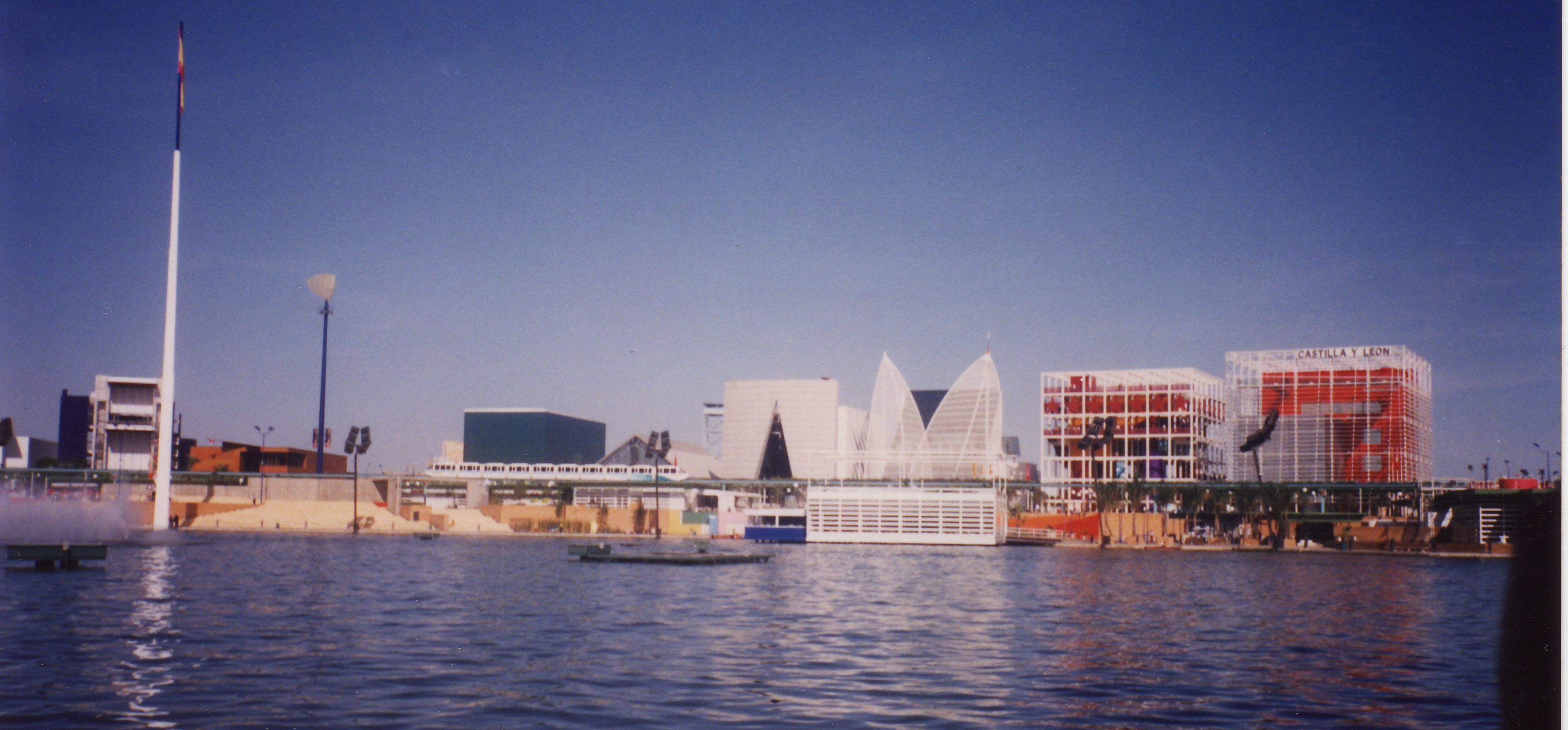
1992年に開催されたセビリア万博

1975年11月20日にフランシスコ・フランコが死去すると、1979年4月3日には民主化後初の地方自治体選挙が行われ、アンダルシア人党（PA）のルイス・ウルニュエラが民主化後初のセビリア市長に選出された。1982年11月5日にはローマ教皇ヨハネ・パウロ2世がセビリアを訪れ、50万人を超える人が集まった見本市会場でミサを執り行った。1993年6月13日、ヨハネ・パウロ2世は第45回聖体大会のために再びセビリアを訪れている。
1992年にはクリストファー・コロンブスによるアメリカ大陸の発見500周年に合わせて、6か月間にわたってセビリア万博が開催された。万博に合わせてインフラの整備が行われており、1991年には高速鉄道AVEがセビリア＝マドリード間で開業し、市街地の周囲を円形に結ぶSE-30環状道路が完成し、ラファエル・モネオが設計したセビリア空港の新ターミナルが供用開始され、サンティアゴ・カラトラバが設計したアラミロ橋がグアダルキビール川に架けられた。2002年6月には欧州理事会（欧州サミット）の会場となり、移民政策・欧州連合（EU）拡大・閣僚理事会改革などが協議された。
セビリアはスペイン社会労働党（PSOE）の勢力が強い。2004年スペイン議会総選挙では、スペインの県都のなかでもっとも社会労働党の得票率が高く、他党を30%以上も引き離して圧勝した。2011年には旧市街に観光スポットであるメトロポール・パラソルが完成したが、ユルゲン・マイヤーが設計したこの構造物は150メートル×70メートルもあり、世界最大の木造構造物とされることもある。

## 経済

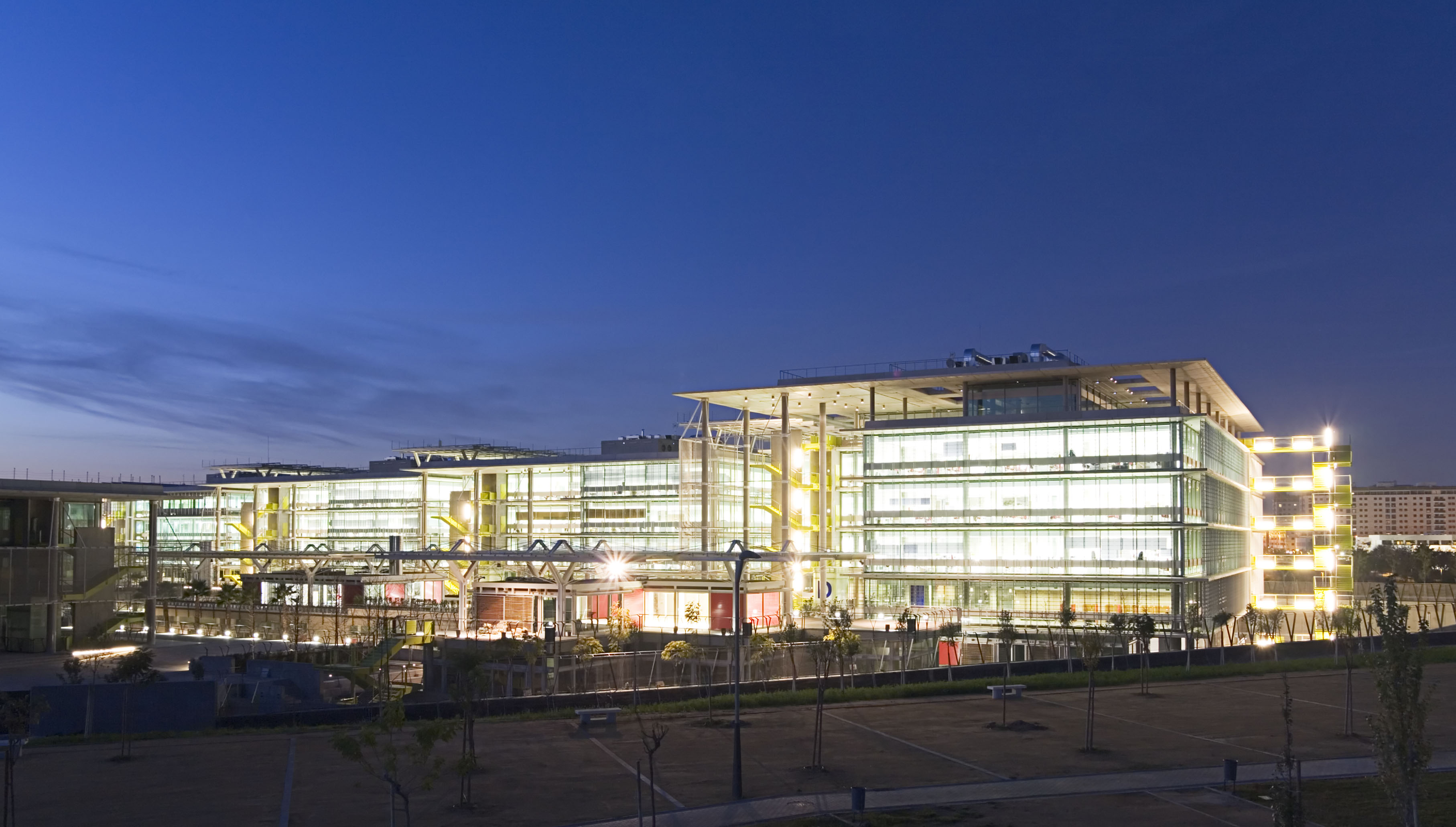
セビリアに拠点を置くアベンゴア

セビリアはスペイン南部でもっとも人口の多い都市であり、セビリア都市圏はアンダルシア州の域内総生産（GRP）の約25%を占めている。セビリア都市圏のすべての自治体は直接または間接的にセビリアに依存しているが、都市圏の小規模な自治体の経済を支配しているのは農業である。セビリア大学とパブロ・デ・オラビデ大学は多様な専攻を有するため、セビリアはアンダルシア州西部の重要な大学都市となっており、ウエルバ県やカディス県出身の大学生が多数居住している。
2007年以後に起こった世界金融危機以前、セビリアの中心市街地から離れたネルビオン区、エステ＝アルコサ＝トーレブランカ区、スール区などでは経済成長が著しく、これらの区では人口が大きく増加したうえに、新たな工業団地やビジネスパークが相次いで建設された。
セビリアに拠点を置くアベンゴアは、エネルギー・情報通信・交通・環境などの分野の多国籍企業である。2014年時点では80か国以上で事業を展開しており、グループ全体で約20,000人を雇用している。1992年のセビリア万博会場跡地はカルトゥハ科学技術パークとして整備され、先端技術企業の研究開発センターなどが立地している。セビリア都市圏のラ・リンコナーダにはアンダルシア航空宇宙技術パーク（アエロポリス）があり、セビリア空港に近い工業団地に航空産業および宇宙産業の企業が集積している。

## 社会

### 観光
闘牛やフラメンコの本場で、スペインを代表する観光都市。セビリア大聖堂、アルカサル、インディアス古文書館は世界遺産に登録されている。旅行ガイドブック出版社のロンリープラネットによると、セビリアは2018年に最も訪れるべき都市の第1位と報じられている。
- セビリア大聖堂 - 1402年に建設が始まり、16世紀に完成した。バチカンのサン・ピエトロ大聖堂を除けばカトリックの大聖堂としては世界一大きい。内部にはクリストファー・コロンブスの墓がある。
  - ヒラルダの塔 - もとはモスクのミナレットであった。
- アルカサル - スペイン王室の宮殿。イスラム時代の建築物の跡地に14世紀に建設された。ムデハル様式の代表例のひとつ。
- インディアス総合古文書館
- トーレ・デル・オロ（黄金の塔）
- スペイン広場
- マエストランサ闘牛場
- セビリアの春祭り（フェリア・デ・セビージャ）
- セビリア美術館  - スルバランやムリーリョなどの作品を所蔵。

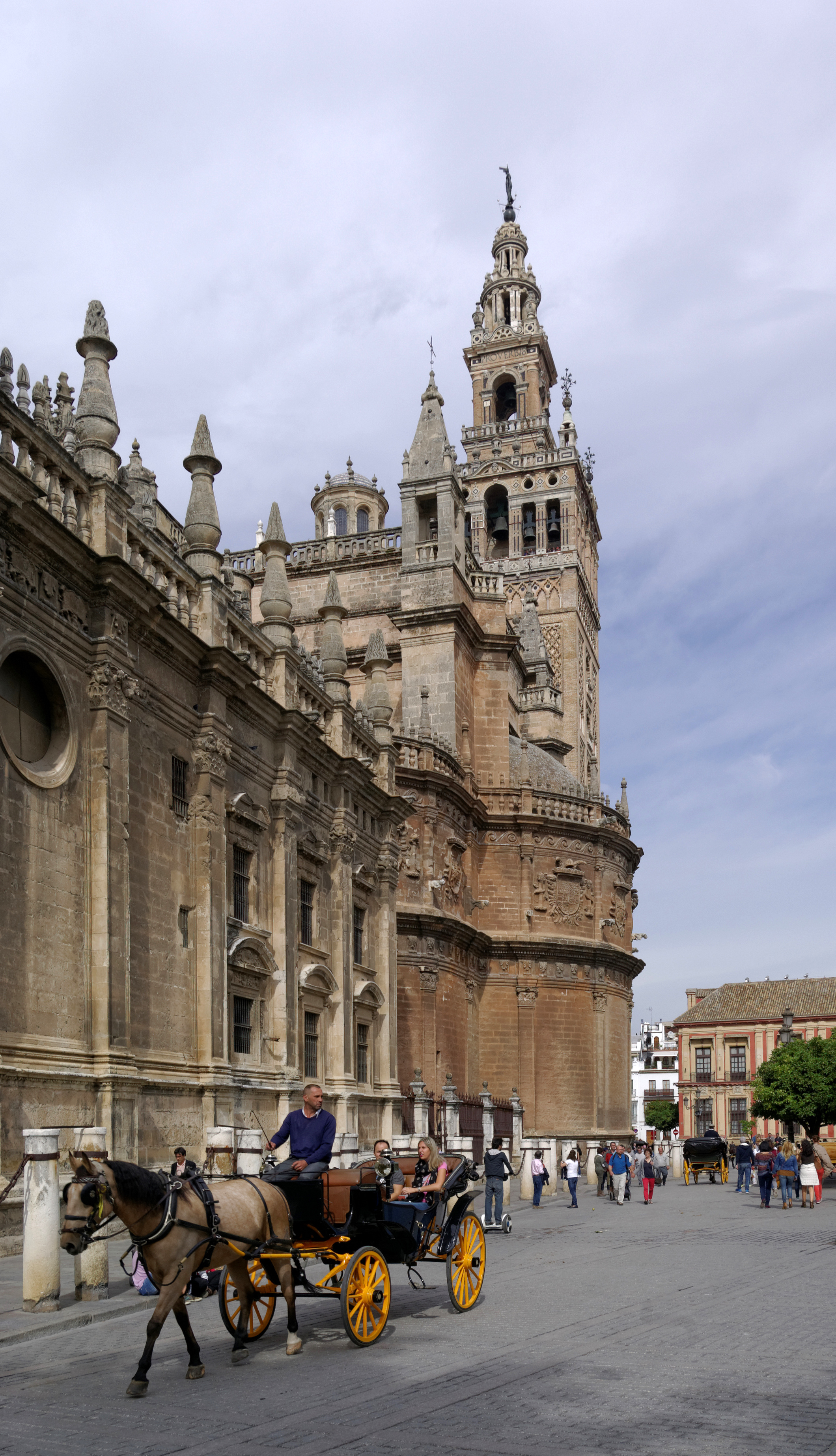
セビリア大聖堂
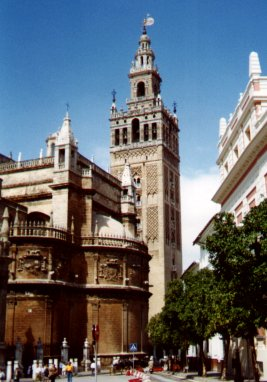
ヒラルダの塔
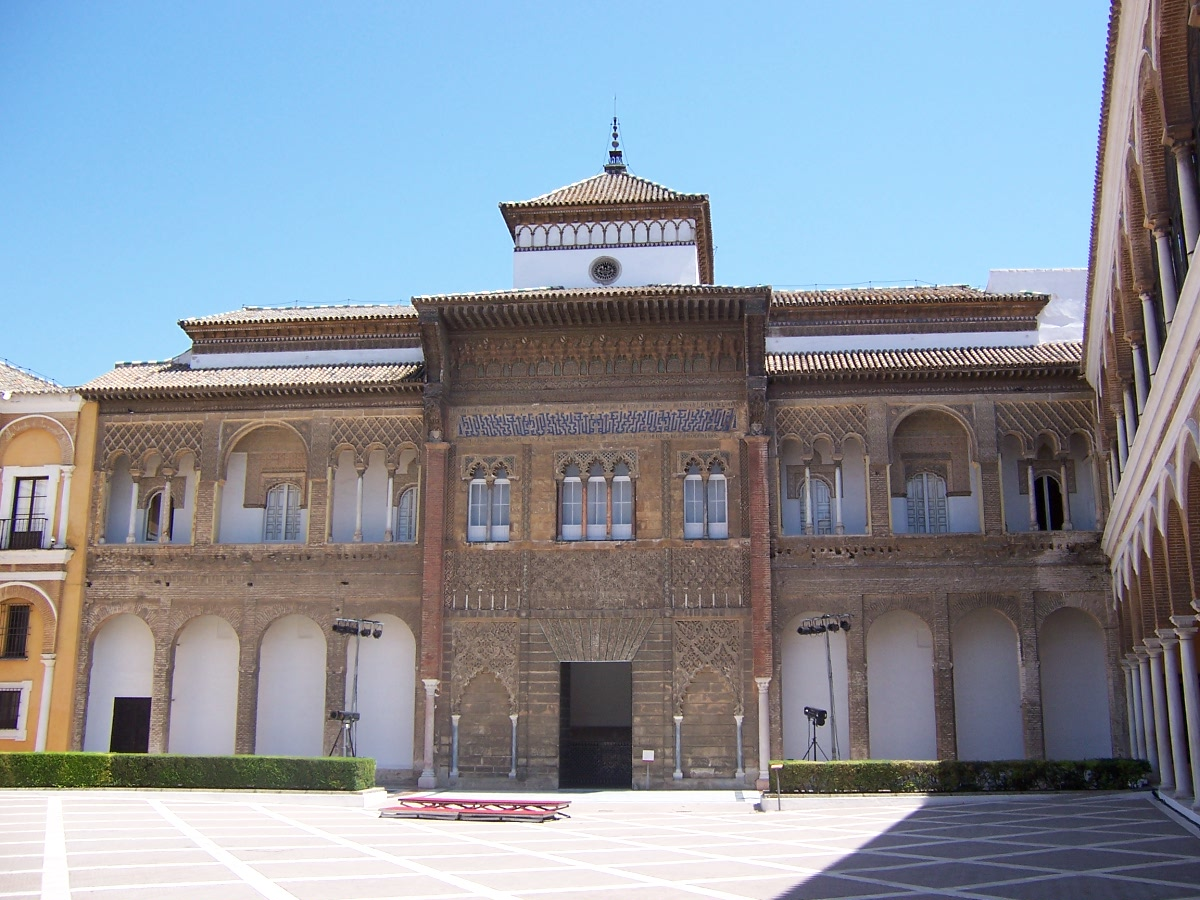
アルカサル
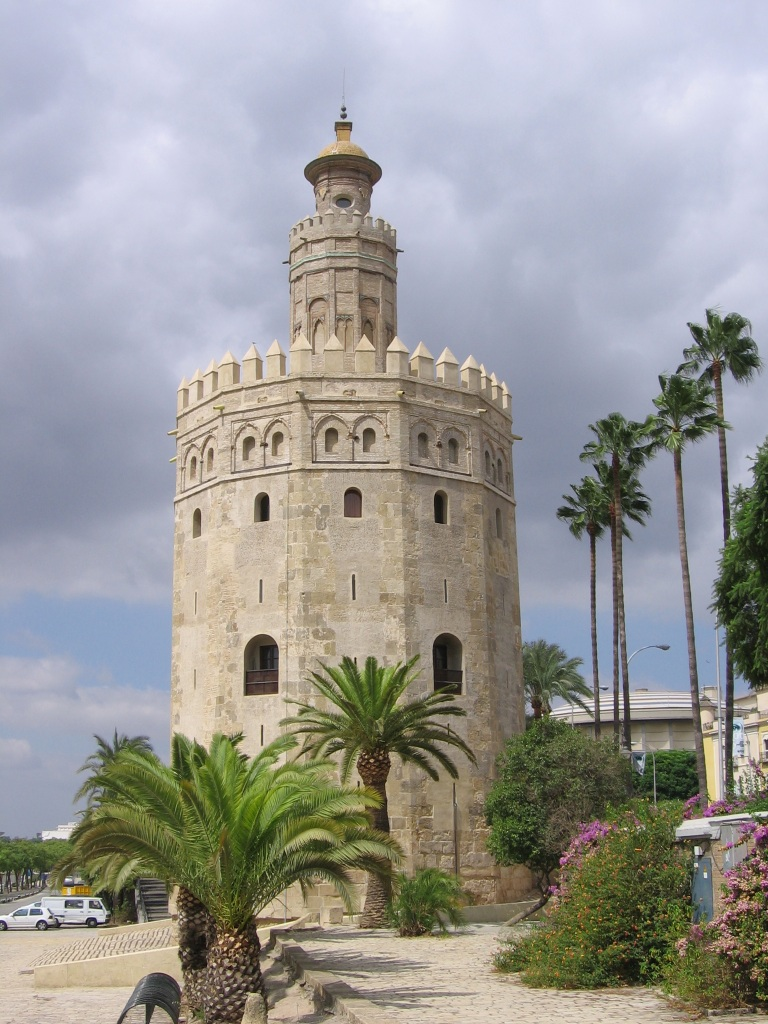
トーレ・デル・オロ
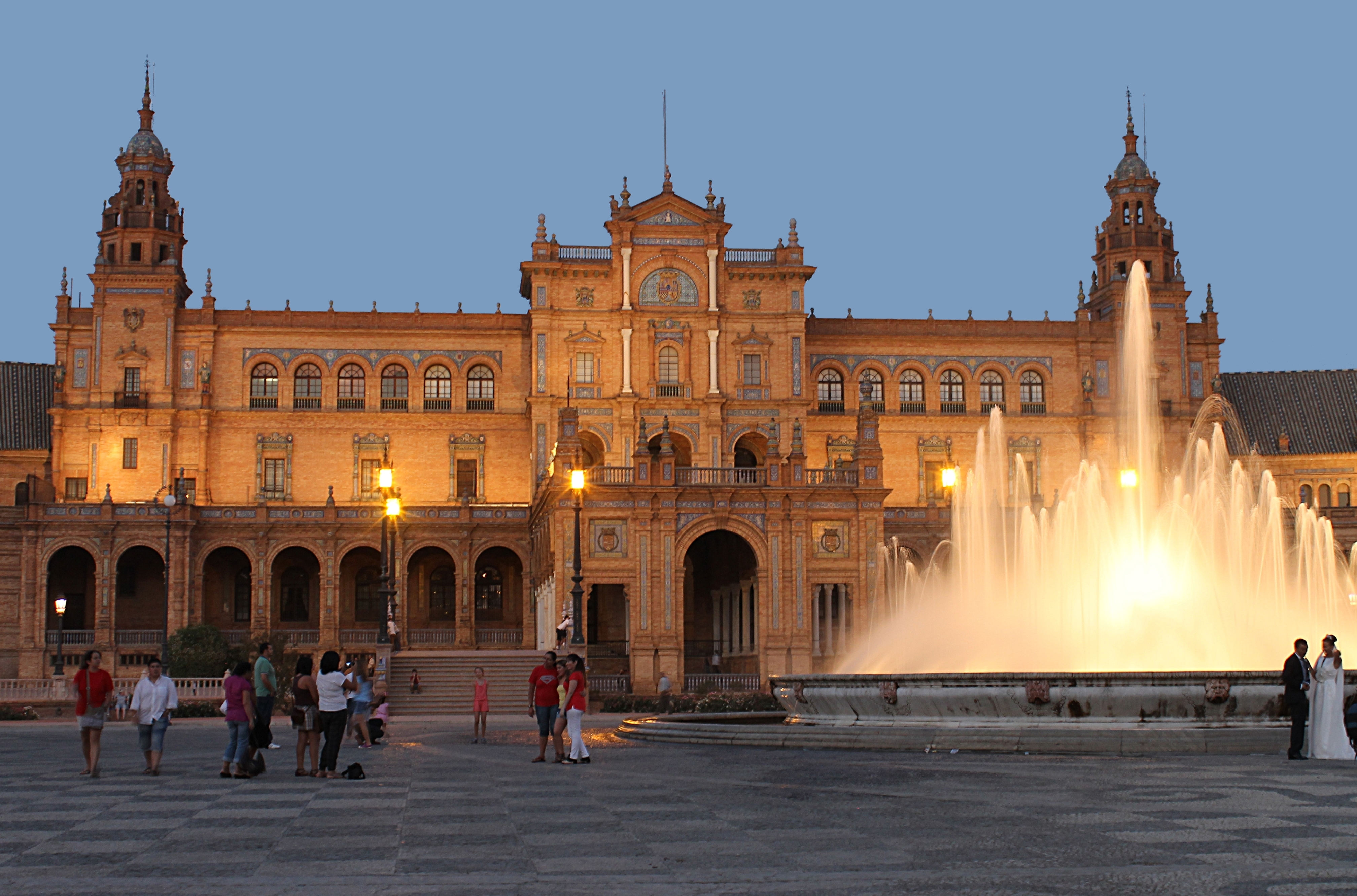
スペイン広場

### 交通
航空

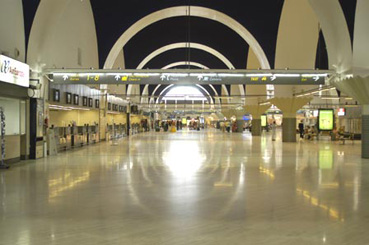
セビリア空港

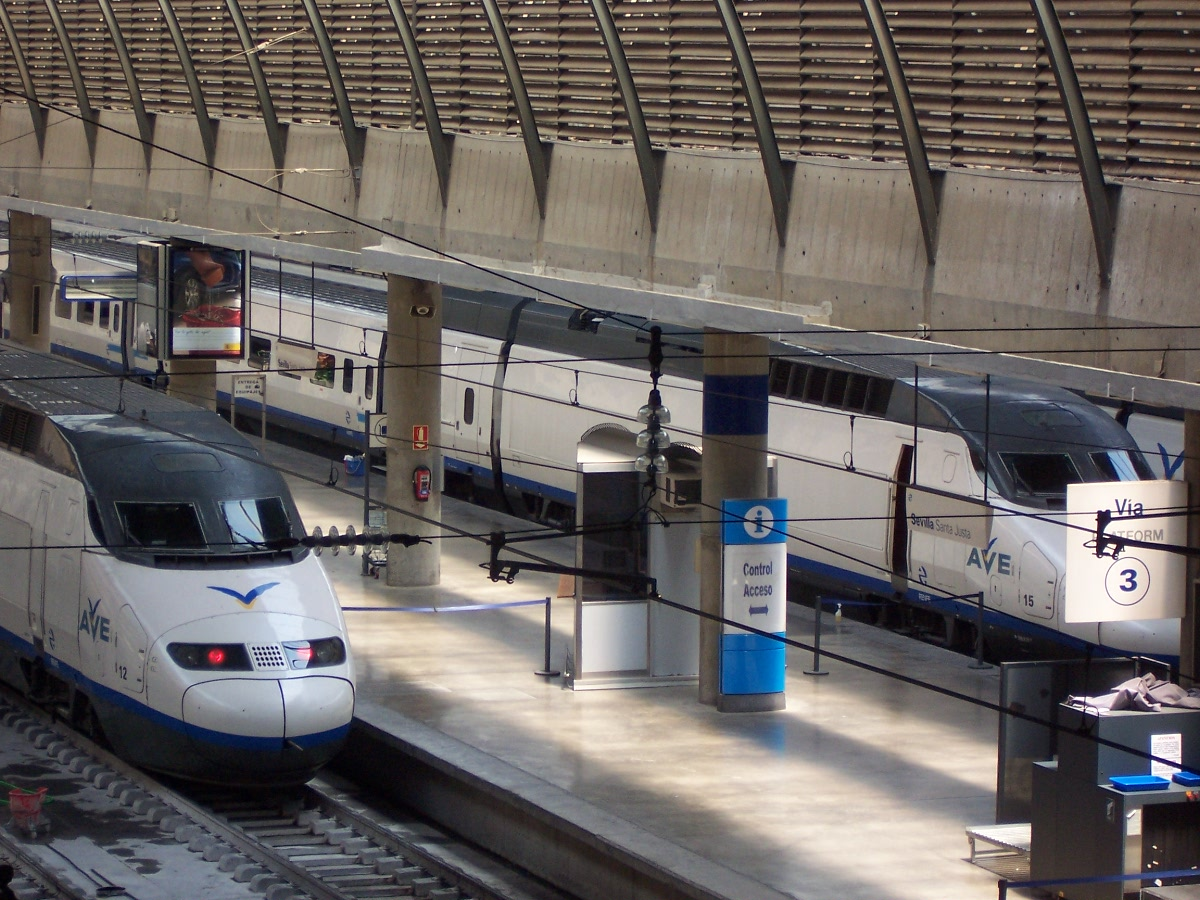
AVEの列車が停車中のサンタ・フスタ駅

セビリア中心部から北東10キロメートルの場所にはセビリア空港があり、所在地の名前を冠して「サン・パブロ空港」とも呼ばれる。1914年から軍用空港として使用されていたが、1919年にはマドリードとの間で初めて商業便の運航が開始された。1992年のセビリア万博の開催を前に、1989年にはセビリア空港が拡張された。2017年の旅客数は510万人であり、アンダルシア州ではマラガ＝コスタ・デル・ソル空港に次いで2番目に旅客数の多い空港である。スペイン各地に向かう国内線に加えて、イギリスのロンドン、フランスのパリ、ドイツのフランクフルト、オランダのアムステルダム、ポルトガルのリスボン、スイスのバーゼルなどに向かう国際線も運航されている。
鉄道
1992年のセビリア万博の開催を前に、1991年にはコルドバを経由してマドリードに向かう高速鉄道AVEのマドリード-セビリア高速線が開業し、これに合わせて鉄道駅のセビリア＝サンタ・フスタ駅も開業した。サンタ・フスタ駅はセビリア都市圏の近郊鉄道であるセルカニアス セビリアの中核となる駅でもある。セルカニアス セビリアは5路線計251キロメートルを持ち、全路線がサンタ・フスタ駅を通っている。
2007年にはトラム（路面電車）のメトロセントロが開業し、中心市街地で1路線2キロメートルが運行されている。2009年には都市鉄道（メトロ／地下鉄）のセビリア・メトロが開業し、3路線計18キロメートルが運行されている。セビリア・メトロはスペインで6番目に建設されたメトロであり、スペインで5番目に乗客数の多いメトロである。
道路
セビリア市街地は直径約7キロメートルの環状道路で取り囲まれており、この環状道路からはコルドバに向かうA-4号線、カディスに向かうAP-4号線、ウエルバに向かうA-49号線、メリダに向かうA-66号線、マラガ方面に向かうA-92号線などが放射状に延びている。また、欧州自動車道路の幹線のひとつであるE01号線の南側の起点が存在する。
2007年にはセビリア市街地でセビシという自転車シェアリングサービスが開始され、自転車を移動手段とする人は2006年から2011年までの5年間で10倍に増加している。2015年時点のセビリアで、徒歩以外の交通手段の中での自転車の交通分担率は9%に上るとされる。

### 教育

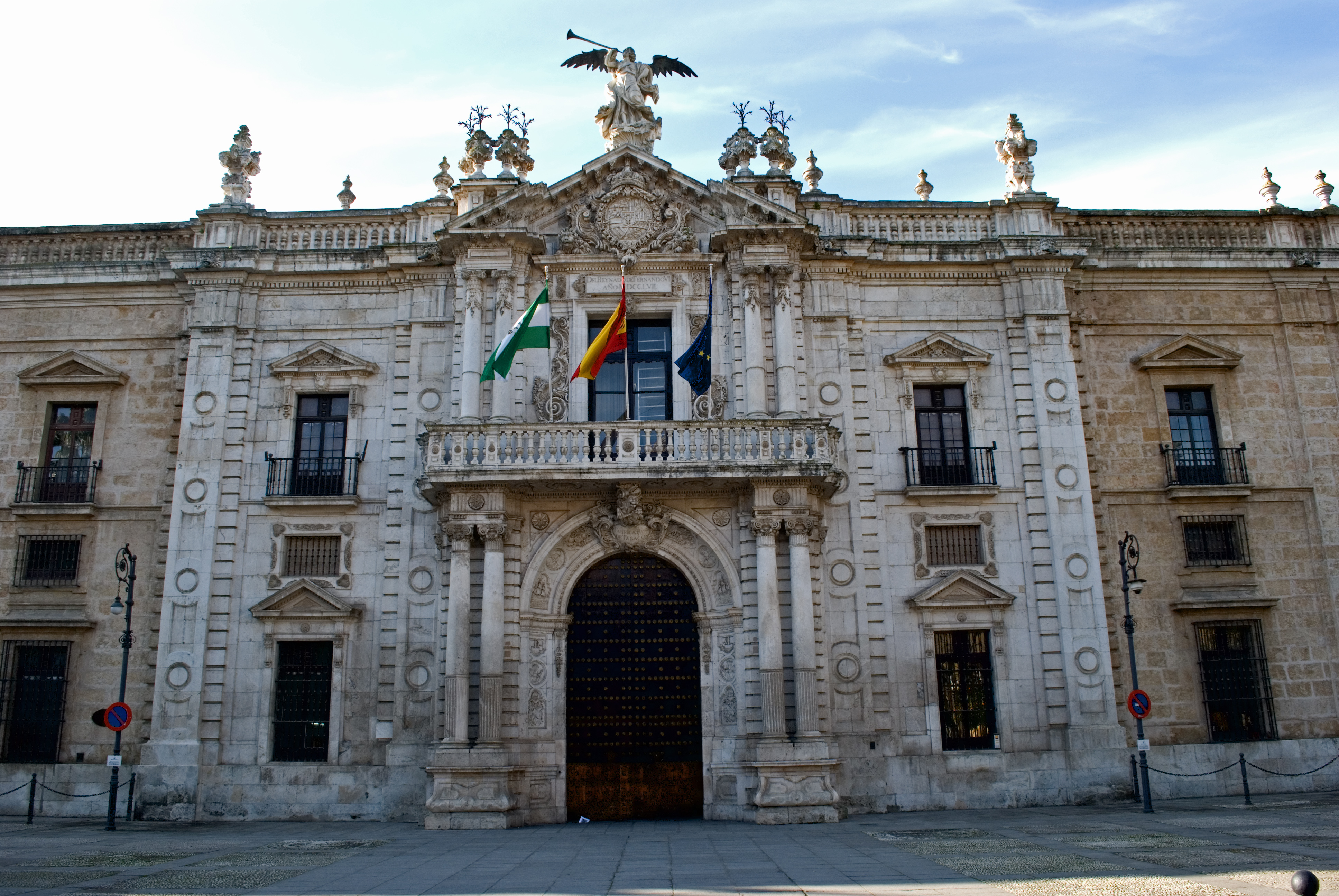
セビリア大学の本部が入る王立タバコ工場

セビリアには2校の公立大学と1校の私立大学と1校の夏期専門大学がある。1505年にはローマ教皇ユリウス2世の教書によって、セビリア大学の前身となる学院の設立が認可され、正規の大学であるストゥディウム・ゲネラーレ（中世大学）となった。1950年代にはセビリア大学の本部が、18世紀の建築である王立タバコ工場に移転した。セビリア大学には約7万人の学生が在籍している。
1994年には夏季専門大学としてアンダルシア国際大学が開学した。1997年にはセビリア2番目の公立大学として、パブロ・デ・オラビデ大学が開学した。その名称はペルー・リマ出身の政治家であるパブロ・デ・オラビデにちなんでおり、ここで約1万人の学生が学んでいる。2011年にはイエズス会による私立大学（カトリック大学）として、アメリカ合衆国シカゴにあるロヨラ大学の姉妹大学であるアンダルシア・ロヨラ大学が開学した。
セビリアにはフランス人学校・ドイツ人学校・イギリス人学校がある。ドイツ人学校のドイチュ・シューレ・セビリアは1921年に設立され、2016年には741人の生徒が在籍していた。

## 文化

### オペラ

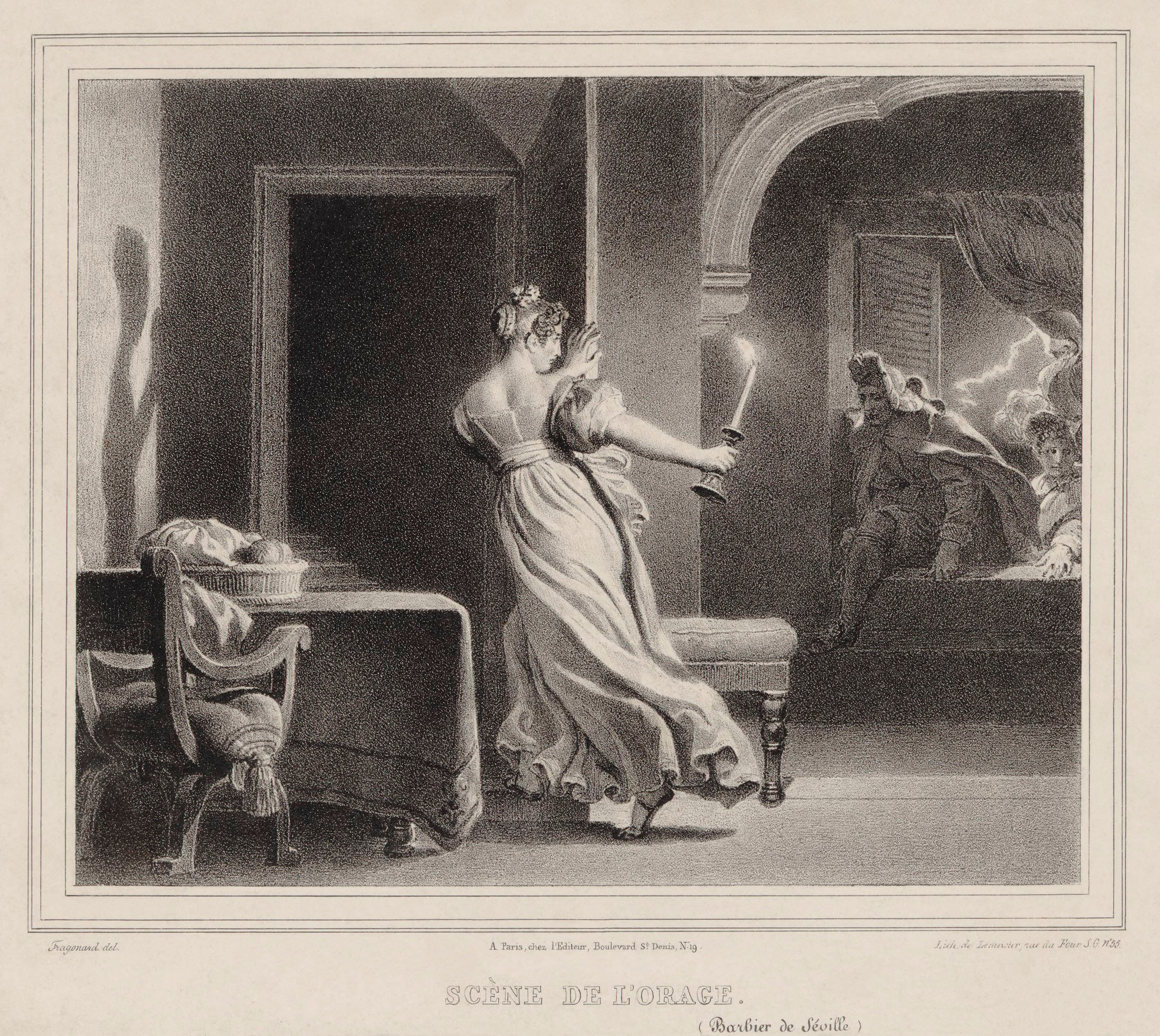
セビリアの理髪師

ヴォルフガング・アマデウス・モーツァルトの『フィガロの結婚』と『ドン・ジョヴァンニ』、ジョアキーノ・ロッシーニの『セビリアの理髪師』、ジョルジュ・ビゼーの『カルメン』、ジュゼッペ・ヴェルディの『運命の力』、ルートヴィヒ・ヴァン・ベートーヴェンの『フィデリオ』、セルゲイ・プロコフィエフの『修道院での婚約』など、セビリアはいくつものオペラの舞台となっている。

### 小説
1613年に刊行されたミゲル・デ・セルバンテスのピカレスク小説『リンコネーテとコルタディーリョ』はセビリアを舞台としている。17世紀の伝説上の人物であるドン・ファンはセビリアで活躍したとされている。1898年に刊行されたピエール・ルイスの小説『新カルメン』は、主にセビリアを舞台としている。
スペイン広場は、映画『アラビアのロレンス』、『スター・ウォーズ エピソード2/クローンの攻撃』のロケ地となった。1995年に刊行されたアルトゥーロ・ペレス＝レベルテの小説「La piel del tambor」はセビリアを舞台としている。

### サッカー

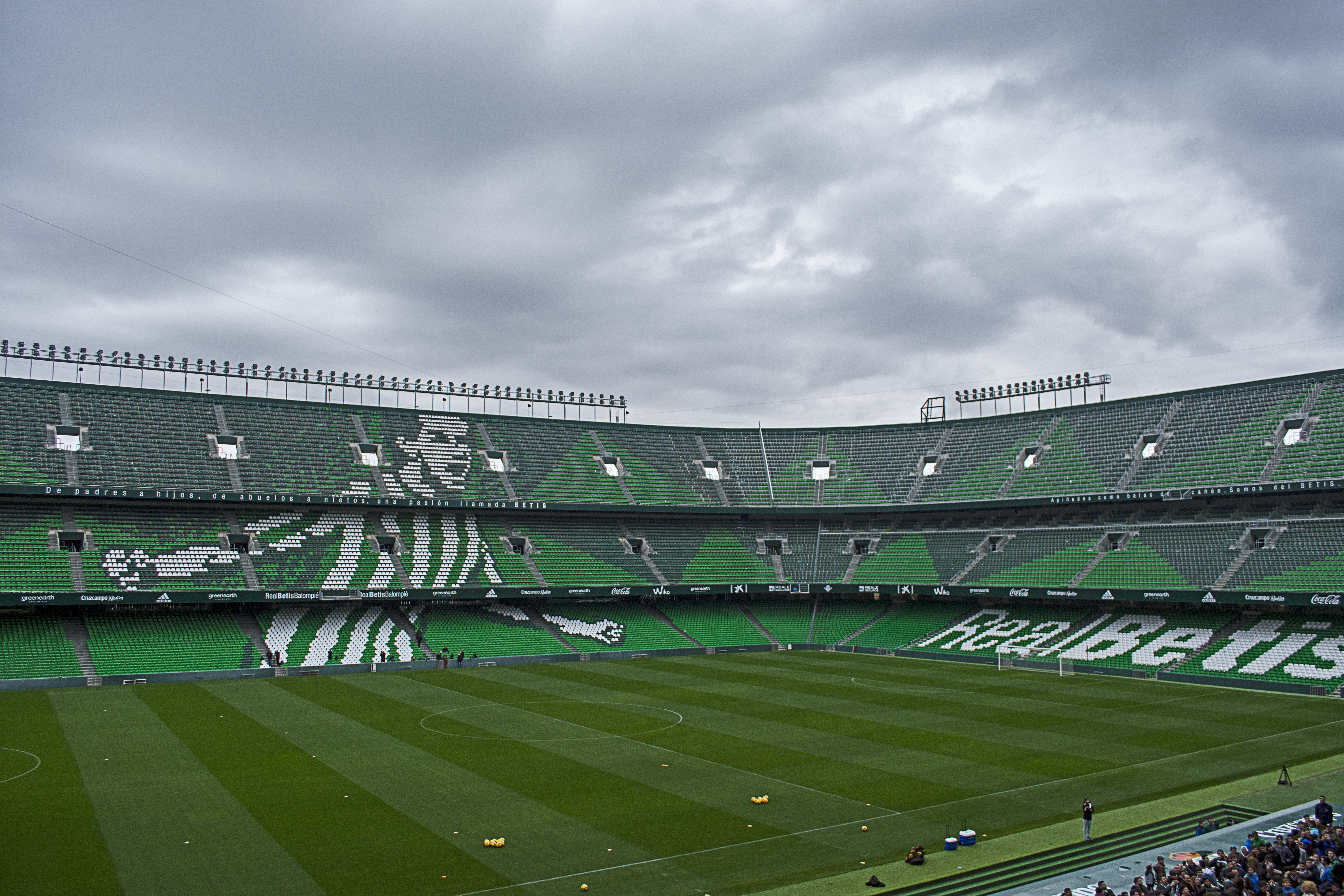
レアル・ベティスの本拠地「エスタディオ・ベニート・ビジャマリン」

セビリアには、サッカークラブのレアル・ベティスとセビージャFCが本拠地を置いており、両クラブともにスペインリーグのラ・リーガ（西: LaLiga）に所属している。また、両クラブが顔を合わせる対戦はセビージャ・ダービーと呼ばれており、国内屈指の盛り上がりを見せる。
レアル・ベティスは1935年に設立され、60,720人収容のエスタディオ・ベニート・ビジャマリンをホームスタジアムとしている。セビージャFCは1946年に設立され、45,500人収容のエスタディオ・ラモン・サンチェス・ピスフアンをホームスタジアムとしている。スペインで開催された1982 FIFAワールドカップでは、2つのスタジアムがいずれも試合会場となった。
セビージャFCは『UEFAヨーロッパリーグ』において圧倒的な強さを誇っており、大会最多となる6度の優勝を成し遂げている。特に2013-14大会から、2014-15大会、2015-16大会と史上初となる大会3連覇を果たしている。

## 著名な出身者

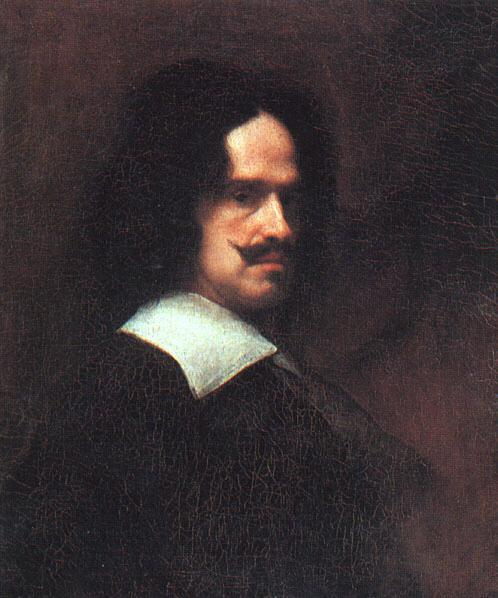
画家のベラスケス

- イシドールス (c.560-636) - 神学者
- バルトロメ・デ・ラス・カサス (1484-1566) - カトリック司祭
- クリストバル・デ・モラーレス (1500-1553) - 作曲家
- マテオ・アレマン (1547-1616) - 小説家
- ルイス・ソテロ (1574-1624) - 宣教師
- フランシスコ・コレア・デ・アラウホ (1584-1654) - 作曲家
- ディエゴ・ベラスケス (1599-1660) - 画家
- バルトロメ・エステバン・ムリーリョ (1617-1682) - 画家
- アントニオ・デ・ウジョーア (1716-1795) - 探検家・天文学者
- グスタボ・アドルフォ・ベッケル (1836-1870) - 詩人
- ホアキン・トゥリーナ (1882-1949) - 作曲家
- ビセンテ・アレイクサンドレ (1898-1984) - 詩人（1977年にノーベル文学賞受賞）
- ラ・ニーニャ・デ・ロス・ペイネス (1890-1969) - 歌手
- イスラエル・ロドリゲス (1981-) - バレーボール選手
- セルヒオ・ラモス (1986-) - サッカー選手

## 姉妹都市
- クラクフ、ポーランド
- カンザスシティ、アメリカ合衆国
- アンジェ、フランス
- コロンバス、アメリカ合衆国
- グアダラハラ、メキシコ
- カルタヘナ、コロンビア